# Pedro Apiano
Pedro Apiano (Leisnig, Alemania, 16 de abril de 1495-Ingolstadt, Alemania, 21 de abril de 1552), cuyo nombre en alemán era Peter Bienewitz o Bennewitz, fue un humanista alemán conocido por sus importantes trabajos en matemáticas, astronomía y cartografía. Fue nombrado matemático del emperador Carlos V, a quien había dedicado una de las obras que más fama le dieron, el Astronomicum Cæsareum.

## Biografía
Apiano era hijo de un zapatero que disfrutaba de una situación económica desahogada, formando parte de lo que se pudiera considerar la clase media de la ciudad. Inició sus estudios de latín en la escuela de Rochlitz, aplicándose desde pronto a las matemáticas. De 1516 a 1519 estudió en la universidad de Leipzig, donde latinizó su apellido, adoptando el nombre de Petrus Apianus por el que será conocido (lat. apis significa "abeja" o "Biene" en alemán).
En 1519 pasó a la universidad de Viena, uno de los centros universitarios que gozaban en su tiempo de mayor fama en los estudios de matemáticas, ampliando sus conocimientos a la astronomía y la cosmografía. Aquí publicó en 1520 una versión personal del planisferio de Waldseemüller con el título Tipus Orbis Universalis. 
La peste de 1521 le obligó a dejar la ciudad, trasladándose a Ratisbona primero y a Landshut más tarde, donde en 1524 publicó la obra que más fama le daría, el Cosmographicus liber Petri Apiani mathematici studiose collectus, conocida simplemente como la Cosmographia de Petrus Apianus, varias veces reimpresa y traducida a catorce idiomas antes de concluir el siglo. AqUí contrajo matrimonio con la hija de un concejal de la ciudad, Katharina Mosner, con quien tuvo catorce hijos.
En 1527 fue nombrado profesor de matemáticas en la Universidad de Ingolstadt, donde se ocuparía también en tareas de impresor, destacando por el cuidado de sus impresiones. Entre las primeras, las obras de Johann Eck, contradictor de Martín Lutero. El mismo año de su llegada a Ingolstadt publicó un libro de gramática en lengua vernácula, Ein newe und wolgegründete underweisung aller Kauffmanns Rechnung (Un libro nuevo y fiable para aprender el cálculo y destinado a los comerciantes), para hacer su estudio asequible a un público más amplio. Hans Holbein incluyó un ejemplar de esta obra en una de sus más célebres pinturas, Los embajadores. En 1533 salió a luz otra conocida obra, el Instrument Buch, o libro de instrumentos, con la descripción de instrumentos de observación para en astronomía y gnomónica, donde instruía sobre la construcción de relojes de sol.
En reconocimiento a sus estudios, el emperador Carlos V le concedió hacia 1535 un privilegio imperial, ampliado en 1544, que le facultaba para disponer de un blasón. 

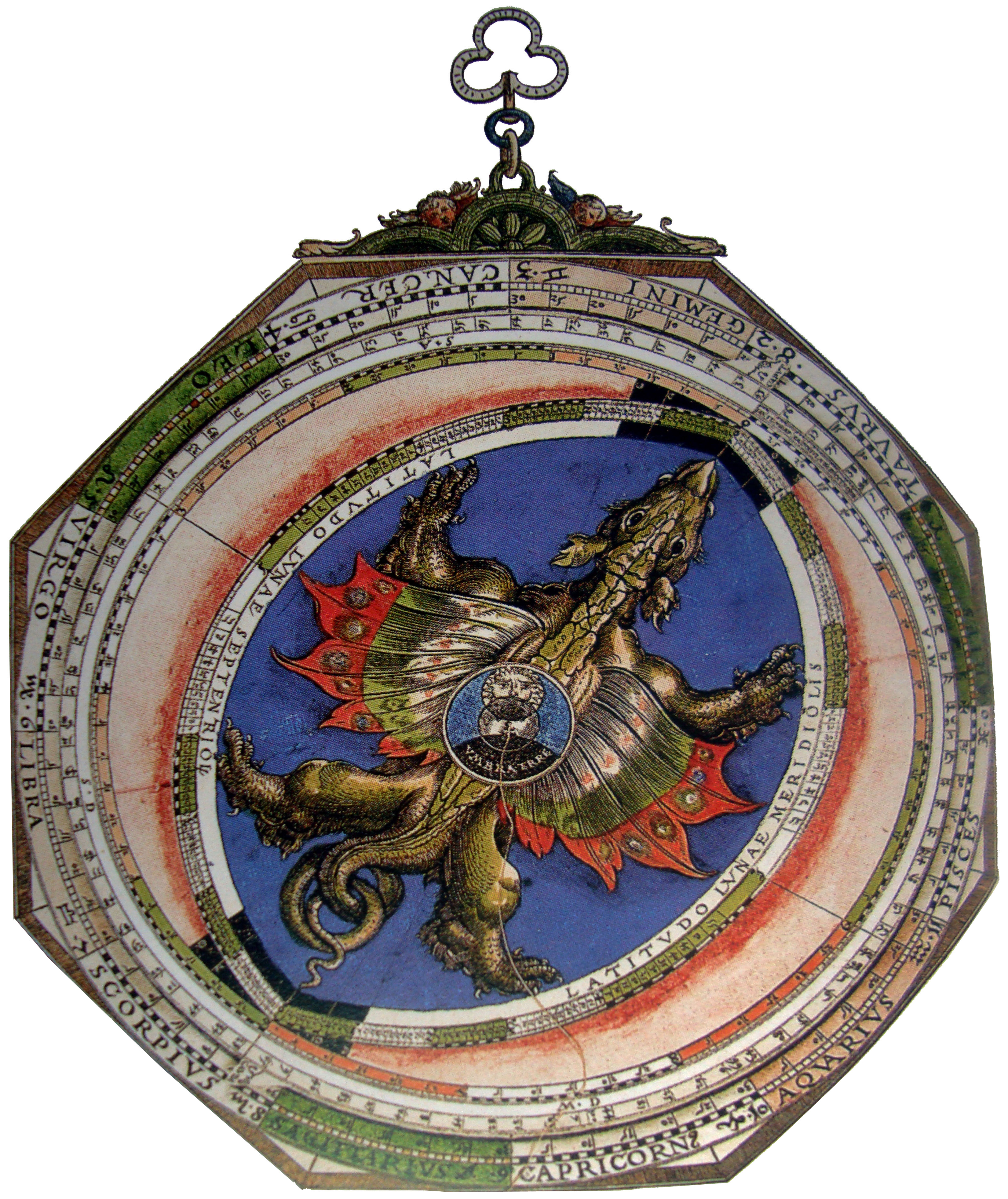
Astronomicum Caesareum.

En agradecimiento, en 1540 Apiano dedicó al emperador otra de sus más célebres obras, el Astronomicum Caesareum, obra maestra de la imprenta salida de su propia prensa. En esta obra hacía Apiano una nueva exposición de la astronomía de Ptolomeo, destacando por el valor de sus ilustraciones y el cuidado de su impresión en folio grande y con discos móviles formados hasta por seis capas de papel, que permiten fijar las posiciones de los planetas cada día del año, las fases de la luna o las fiestas móviles del calendario litúrgico.
Nombrado matemático de la corte imperial, dispuso de una considerable fortuna en sus últimos años, falleciendo en Ingolstadt, cuya universidad no quiso abandonar, en 1552.

## Importancia de su obra

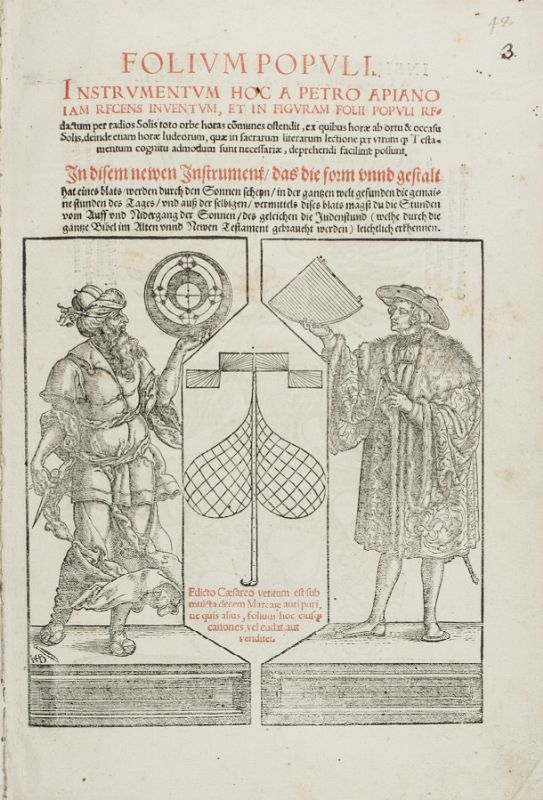
Folium populi, 1533

Apiano fue uno de los primeros cosmógrafos en proponer la observación de los movimientos de la Luna para determinar las longitudes. En matemáticas calculó tablas trigonométricas que publicó en Núremberg en 1534 con el título Primi instrumentum mobilis, con un instrumento que permitía el cálculo mecánico de senos. 
Aplicó las matemáticas al estudio astronómico, favoreciendo la observación directa. En este sentido, fue el primero en valerse de cristales ahumados para la observación del Sol. Así pudo publicar un cuadrante astronómico e instrucciones para la fabricación de instrumentos de observación y relojes de sol. Entre las observaciones astronómicas que realizó cabe destacar la descripción del paso en 1531 del cometa Halley, sugiriendo además que las colas cometarias en su órbita de giro es muy posible que apunten en sentido opuesto al Sol.

## Reconocimientos
- El cráter lunar Apianus lleva este nombre en su honor.[2]
- El asteroide (19139) Apian también conmemora su nombre.[3]